# Манеж (Москва)
Московский Мане́ж (Центральный выставочный зал Манеж) — историческое здание, расположенное по адресу: Манежная площадь, дом 1, между Манежной и Сапожковой площадями, Александровским садом и Моховой улицей. Главная выставочная площадка Государственного бюджетного учреждения культуры города Москвы «Музейно-выставочное объединение „Манеж“».
Здание было построено в 1817 году по проекту Августина Бетанкура в честь пятилетия победы в Отечественной войне 1812 года. В 1824—1825 годах Осип Бове оформил фасады Манежа в стиле ампир. Первоначально Манеж назывался Экзерциргауз и предназначался для строевой подготовки войск. С 1831 года в здании стали проводиться выставки и народные гуляния, ещё позднее — концерты и балы. После революции большевики устроили в его помещениях казарму, затем — гараж правительственных автомобилей. В 1957 году учреждению был присвоен статус Центрального выставочного зала, в нём регулярно стали проводиться выставки и другие публичные мероприятия.
14 марта 2004 года здание сильно пострадало от пожара, где погибли три пожарных, и было перестроено по проекту архитектора Павла Андреева. После реставрации комплекс получил подземный этаж, расширив хозяйственные и выставочные площади. В настоящее время на площадках музейно-выставочного объединения организуются выставки, концерты, перформансы, лекционные курсы.

## Описание Манежа

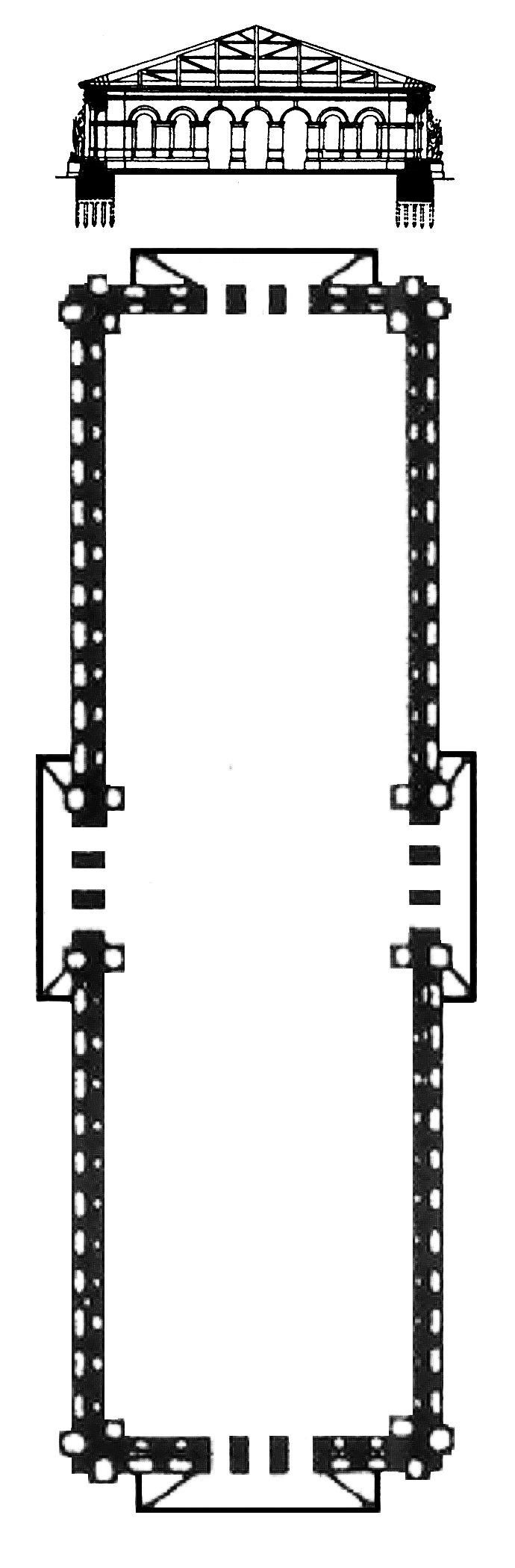
План московского Манежа в XIX веке

Прямоугольное в плане одноэтажное здание московского Манежа является образцом архитектуры классицизма. Строение длиной 166 м, шириной 44 м и высотой 20 м было очень крупным для своего времени. Первоначальная площадь Манежа составляла 7424,67 м². Торцовые фасады здания украшены аркадой из семи арочных проёмов с полуколоннами и увенчаны гладкими фронтонами без декора. К боковым стенам примыкают полуколонны тосканского ордера, между которыми в арочных проёмах помещены сводчатые окна. Под фронтонами торцевых фасадов, а также в средней части боковых стен расположены тройные деревянные ворота. Главным фасадом предполагался Южный, выходящий к Кутафьей башне — одному из четырёх входов в Кремль. Внутреннее пространство Манежа хорошо освещено дневным светом за счёт окон, образующих около трети площади стен. Укрупнённость пропорций Манежа, колонны, пилоны и сдержанная колористическая гамма подчёркивают монументальность здания.

## История

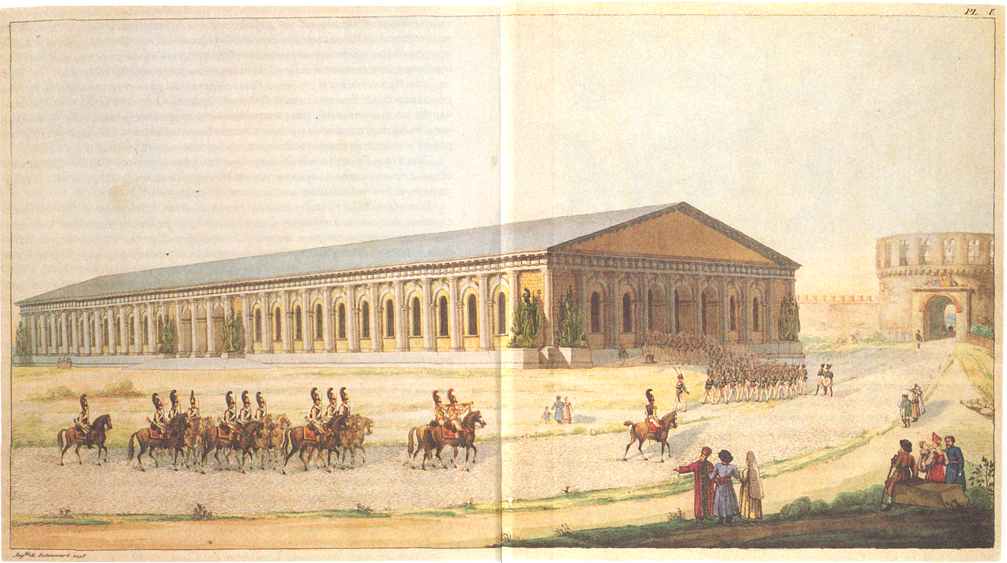
«Московский Манеж. Вид со стороны Моховой ул.», акварель Августина Бетанкура. Ок. 1817 года

### Строительство Экзерциргауза

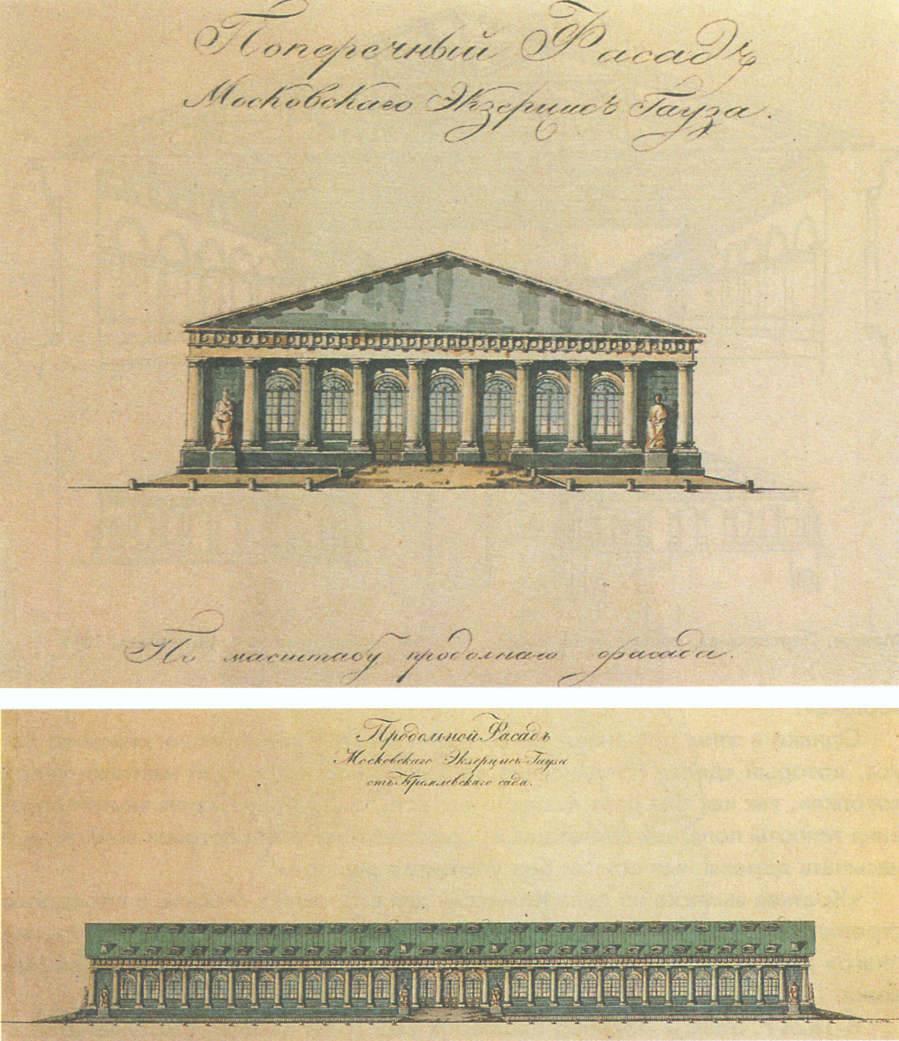
Фасады Манежа, 1825 год

История строительства Манежа связана с московским пожаром 1812 года, уничтожившим большую часть деревянной городской застройки. Начавшая в 1813 году работу «Комиссия для строений Москвы» приняла решение о превращении выгоревшей застройки в единообразный классицистический архитектурный ансамбль. В число возведённых по этому плану зданий вошёл и Манеж, который построили на месте купеческих лавок.
В 1816 году Александр I отдал распоряжение о строительстве Экзерциргауза, как назывались манежи в те времена. После ввода русских войск в Париж в 1814 году император был удовлетворён слаженностью их шага, поэтому регулярно устраивал военные парады и смотры. Здание было предназначено для строевой подготовки войск численностью до двух тысяч человек, также удобным было место — рядом с выходом из Кремля через Троицкую и Кутафью башни, поблизости от расположений полков.
В 1817 году работа над Манежем была поручена архитектору Августину Бетанкуру. Ему предстояло спроектировать огромное здание, где бы мог свободно маневрировать конный полк. Уникальная конструкция стропил и 30 деревянных ферм позволила сделать здание 45 метров шириной без внутренних опор, с поддержкой только за счёт стен. Внутреннее пространство организовали так, что помещение было открытым и полностью просматриваемым. Иностранные инженеры специально приезжали в Москву, чтобы познакомиться с необычной системой перекрытий Манежа.
Подготовка к строительству началась весной того же года до официального утверждения проекта. Работы велись под руководством главного инспектора гидравлических и земляных работ в Москве, инженера Льва Карбонье, ему помогали архитектор Карл Ламони и инженер-поручик А. Я. Кашперов. В июле Александр I утвердил проект и предварительную смету в 964 038 рублей 56 копеек. Планировалось, что финансирование поступит от Комиссии о строении. Уникальному проекту требовались длинные стропила, для них со всей России свозили вековые лиственницы. Из-за сжатых сроков строительства потребовалось большое количество рабочих: число каменщиков к июлю 1817 года составляло порядка 600 человек, впоследствии было увеличено до 800. В октябре закончили строить стены и кровлю, в ноябре уже остекляли окна. Отделочные работы были отложены на несколько лет и завершены лишь в 1824—1825 годах.
Во время строительства чердак здания был засыпан махоркой на полметра, чтобы защитить деревянные конструкции от грызунов и насекомых. Музейные сотрудники утверждают, что всю махорку выкурили либо революционные солдаты после Октябрьской революции, либо в голодные годы Великой Отечественной войны, а чердак засыпали опилками, не так хорошо спасавшими дерево от вредителей и сырости.
30 ноября (12 декабря) 1817 года, в пятилетнюю годовщину победы над Наполеоном, Экзерциргауз был торжественно открыт в присутствии императора и при параде войск. В «Московских ведомостях» писали: «Сие здание начато с весны нынешнего года. Длина строения 81, ширина 25 сажен, стены же в 5 аршин толщины; но всего удивительнее потолок, который на столь обширном здании ничем внутри не поддерживается и утверждён только на стропилах, по плану господина генерал-лейтенанта Бетанкура составленных. Все с любопытством смотрят на сие необыкновенное здание». На мемориальной доске на фасаде написано: «Здание манежа построено в 1817 г. в ознаменование победы русского народа в Отечественной войне 1812 г.». По мнению архитектурного критика Григория Ревзина, «строительная программа» Александра I и возводимых при нём зданий в стиле русский ампир заключалась в демонстрации преемственности с Римской империей.

### Доработки Манежа

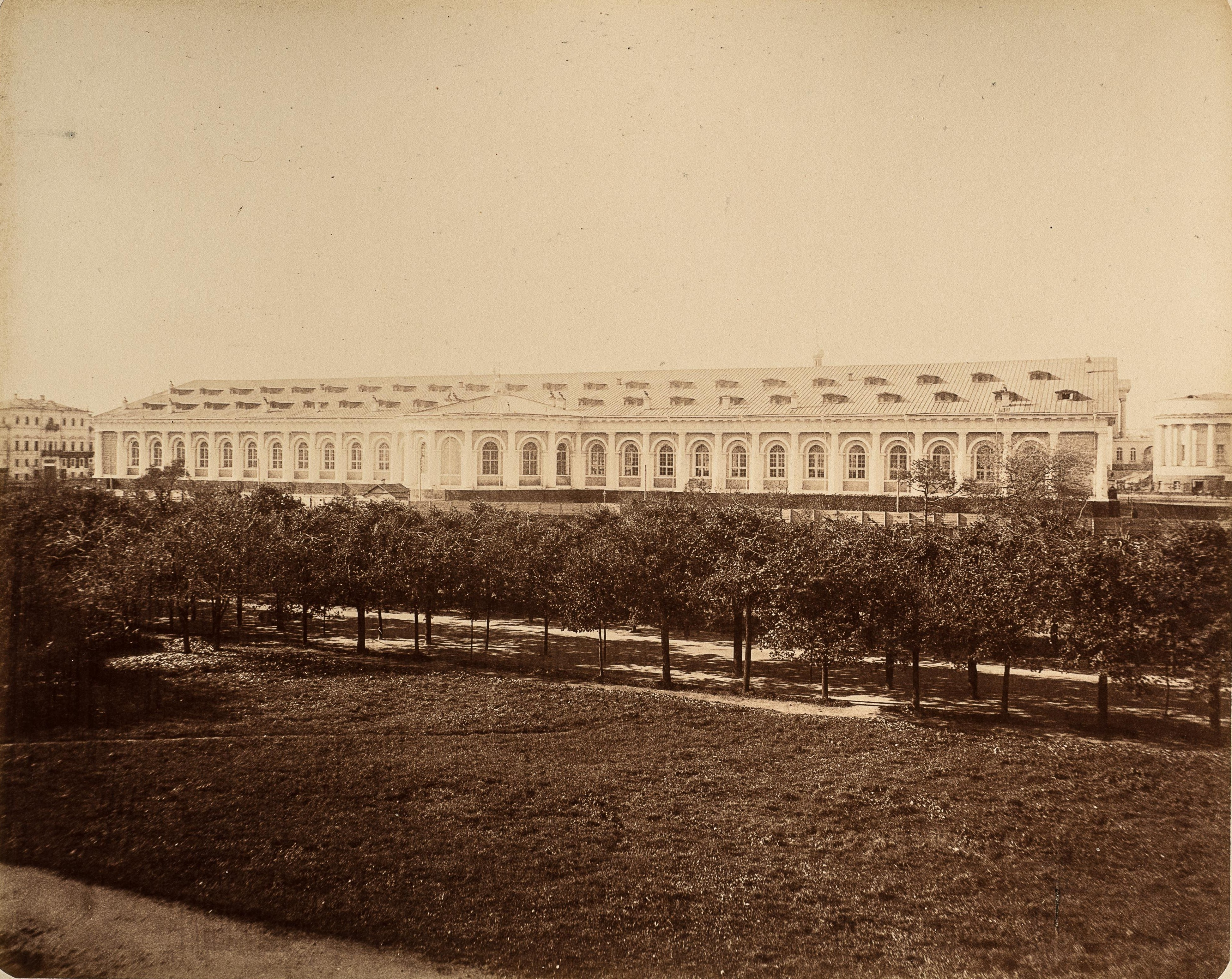
Манеж (от Александровского сада) в середине 1870-х гг.

Поспешность, с которой велось строительство, сказалась на качестве проведённых работ и дальнейшей судьбе здания. Уже в июле 1818 года стропильные фермы манежа дали трещины. Хотя основной причиной повреждений называли жару, которая пересушила дерево, исследователи предполагают, что поспешность и упущения при постройке, а также ошибки некоторых расчётов проекта повлияли на состояние здания. Осенью 1819 года Бетанкур ходатайствовал перед Александром I о перестройке кровли здания. Правительством были ассигнованы дополнительно 140 тысяч рублей на ремонт.
Лишь в 1823 году была создана специальная Комиссия по обследованию конструкции кровли. В 1823—1824 годах была осуществлена серьёзная перестройка кровли по проекту и под руководством военного инженера полковника Рафаэля Бауса при активном участии А. Я. Кашперова, как основного исполнителя работ по сборке и установке заново сделанных стропил. Инженер Бауса рассчитал и осуществил новую кровлю, увеличив число ферм с 30 до 45 и улучшив некоторые детали конструкции.
В 1819 году Карбонье предоставил в Комиссию о строении рисунки лепнины для декора фасада Манежа, но его проект так и не был осуществлён из-за перестройки стропил. Вторую попытку закончить отделку предпринял в 1824 году Осипа Бове, который возглавил Комиссию по обследованию Манежа. Он разработал проект декоративного скульптурного убранства на тему античных военных доспехов, популярную в послепожарной Москве — она символизировала победу. Декоративные детали в виде военных атрибутов римских легионеров, выполненные по рисункам Бове, были укреплены снаружи и внутри здания манежа летом 1825 года. После штукатурных и лепных работ Бове собирался установить 12 чугунных горельефов, задуманных ещё Бетанкуром. К тому времени старые эскизы были утеряны, и Бове пришлось создавать проект трофеев заново. Горельефы «Военные доспехи» были предназначены для глухих простенков Манежа, но работы по их изготовлению остановили, поскольку финансирование не было получено — взошедший на престол Николай I не проявил интереса к строительству. Так Манеж обрёл свой окончательный вид, за исключением пристроенной позже ротонды.
По приказу Николая I в 1838 году была разобрана старинная церковь Николая Чудотворца в Сапожке, находившаяся рядом. Её престол перенесли в здание-ротонду, пристроенному в этом же году к фасаду Манежа. Фасад пристройки-церкви, выполненный по проекту Константина Тона, повторял структуру и пластику фасадов Манежа, создавая с ним единую композицию. В советское время эта пристройка была уничтожена, поскольку мешала прокладке трамвайных путей по Манежной улице.
В 1904 году здание было отреставрировано архитектором Иваном Рербергом.

## Использование Манежа

### В царское время

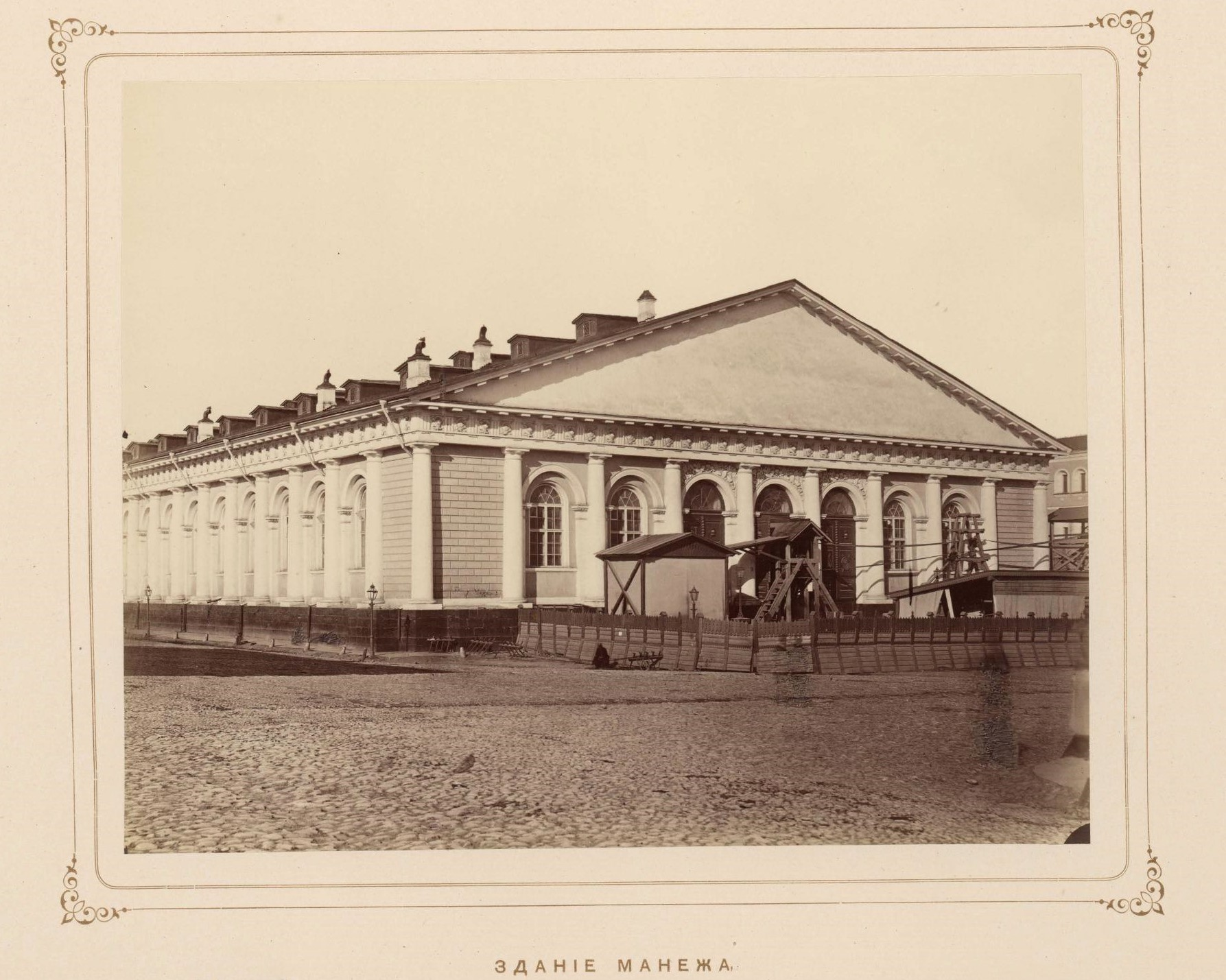
Манеж с машинами. Выставка 1872 г.

Первое время после открытия в Манеже размещались конюшни и проводились военные смотры, парады и учения. Но поскольку император большую часть времени проводил в Петербурге, и основные военные мероприятия организовывались там, уже с 1830-х годов в московском Манеже стали регулярно устраиваться концерты и выставки. Например, в 1867 году композитор Гектор Берлиоз совместно с пианистом-виртуозом Николаем Рубинштейном дирижировал в Манеже оркестром и хором из 500 человек в присутствии 12 тысяч зрителей. В 1865—1867 годах в здании проходила этнографическая выставка, демонстрировавшая повседневный быт народов России с помощью фигур из папье-маше, одетых в национальные костюмы. По некоторым данным, выставку посетил император Александр II, однако выставляемые фигуры ему не понравились, и он вскоре покинул Манеж. В 1872 году в Манеже проводилась Политехническая выставка, а в 1879-м — антропологическая.
Здание также использовалось для народных гуляний на Пасху, Масленицу, Рождество. В остальные дни в Манеже проходили конные состязания, уроки верховой и велосипедной езды. В 1894-м в Манеже прошло прощание с покойным императором Александром III.

## Массовые изнасилования в здании Манежа. Российская Империя
В одной из своих книг «Скрытые Корни Русской Революции» Екатерина Брешко-Брешковская рассказывает о том кто и как вступил в оппозицию в Российской Империи. Один из таких примеров Егор Созонов по утверждениям Брешсковской: «На втором году обучения в Московском университете он называл себя эстетом и чрезвычайно интересовался всем добрым и прекрасным в произведениях искусства. Его внимание переключилось на человечество в тот момент, когда жадармы загнали несколько тысяч студентов и курсисток в огромное здание московского Манежа и оставили их там на милость отряда конных казаков, которые стегали беззащитную молодёжь нагайками, а девушек подвергали оскорблениям и насилиям. Воспоминания о тех днях в Манеже оставили неизгладимый след в сердце молодого человека.»

## При Советском Союзе

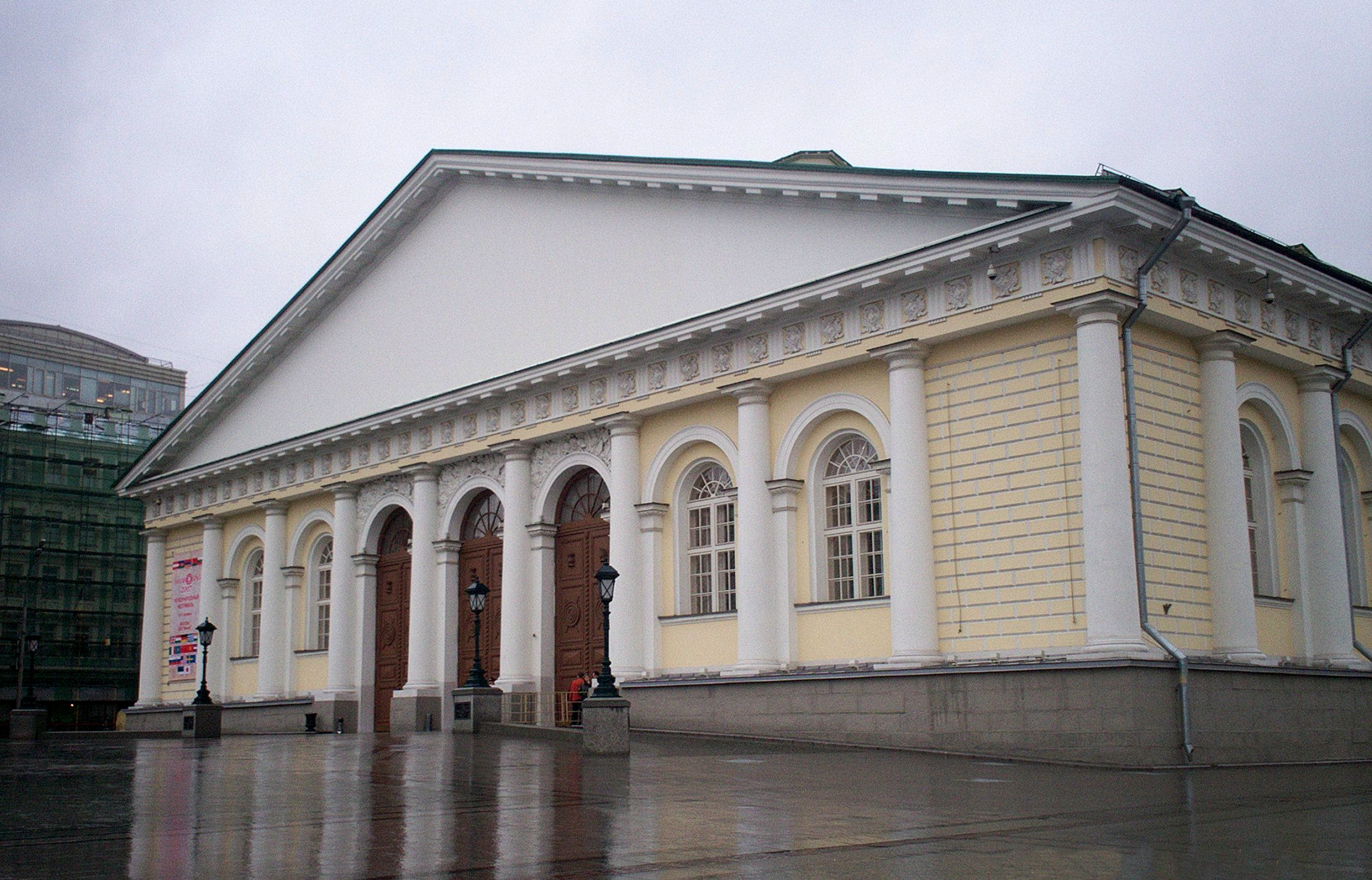
Вид со стороны Кутафьей башни, 2009

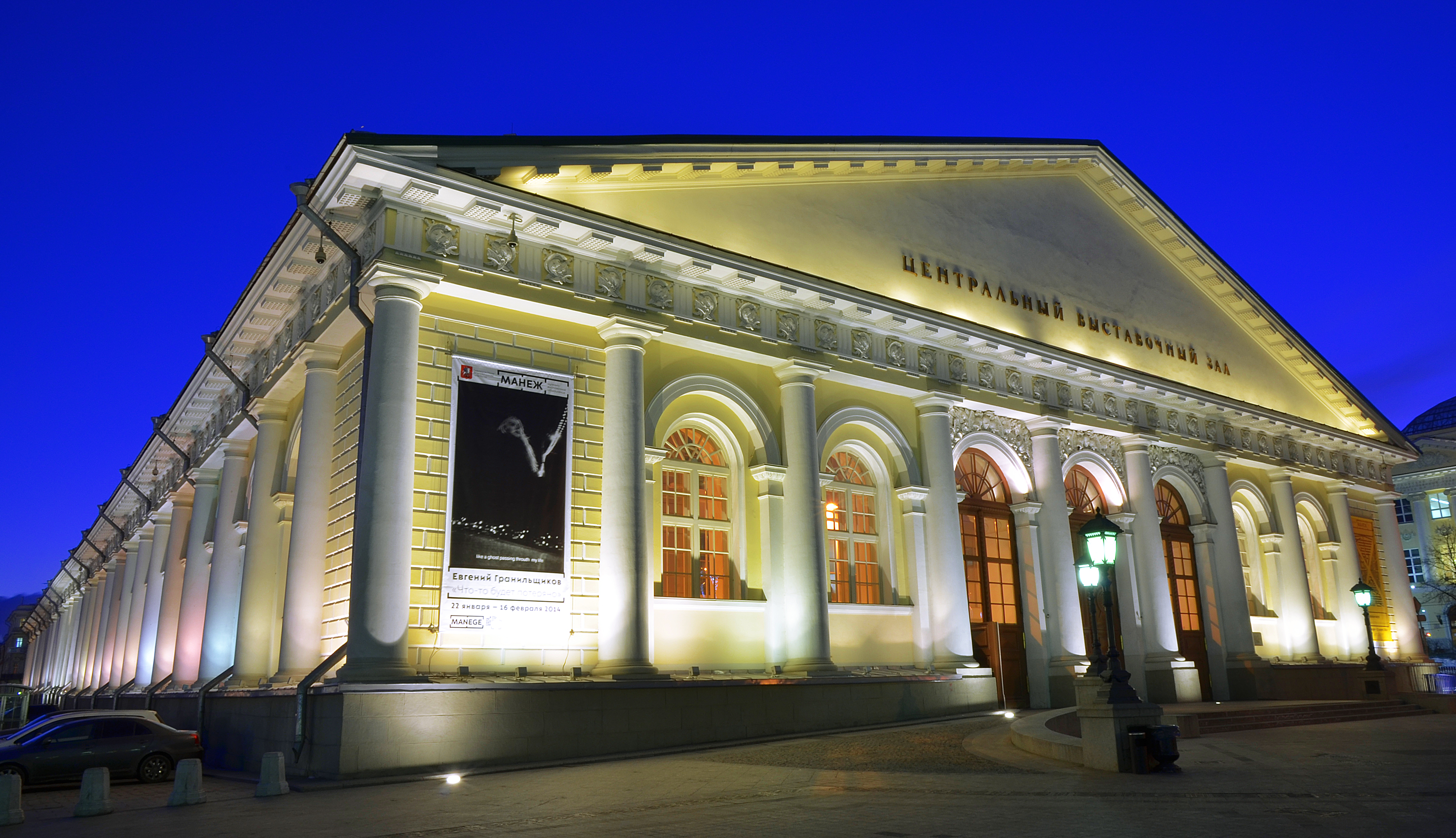
Вид со стороны Манежной площади, 2014

После революции в помещении Манежа устроили казарму. Затем Манеж служил гаражом для правительственных автомобилей.
По расхожей версии, во время работы Осипа Бове над внешним оформлением здания московский генерал-губернатор рекомендовал украсить фронтоны скульптурой, но архитектор отказался, оставив фронтоны гладкими и белыми. В советское время эта история трактовалась как пример успешного восстания художника против власти.
К 1920-м годам состояние здания ухудшилось: его балки просели практически на метр. В 1930 году, во время первой серьёзной реставрации здания, их укрепили металлическими листами и колоннами, которые, однако, нарушили изначальную открытую и просторную планировку внутреннего пространства.
В 1941 году в здание попадала немецкая фугасная бомба, но не причинила ему особого вреда. В 1953 году в Манеже вновь начались серьёзные реставрационные работы под руководством архитектора и реставратора Д. Н. Кульчинского: были демонтированы эстакады и ремонтные ямы для автомобилей, восстановлены дореволюционные барельефы с изображением двуглавого орла и Георгия Победоносца. Работы вели строители московского метрополитена во главе с инженером Василием Полежаевым.
С 1957 года Манеж стал постоянно использовался для проведения выставок, концертов и других публичных мероприятий. В 1960-е в нём прошла известная авангардистская выставка «30 лет МОСХ» студии «Новая реальность», которую 1 декабря 1962 года посетил и раскритиковал Никита Хрущёв. В 1967 году Манежу был присвоен статус Центрального выставочного зала столицы. С 1967 по 1981 год в Манеже было проведено более 110 художественных выставок и побывало порядка 22 миллионов посетителей.

## В 1990-х годах
С образованием Российской Федерации роль Манежа не изменилась. В 1990-е в здании регулярно проводилась Московская международная художественная ярмарка «ART-МИФ», символизировавшая возрождение авангардистского арт-рынка в постсоветской России. В 1990-м в Манеже состоялась выставка «Авангард 20/90». С 1996 года Центральный выставочный зал является ежегодным организатором художественной ярмарки «АРТ-Манеж». На выставке «Арт Манеж — 98» художник Авдей Тер-Оганьян провёл перформанс «Юный безбожник»: он разрубил топором православные иконы, после чего на него завели уголовное дело по обвинению в разжигании религиозной вражды.

## Современность

### План реконструкции при Лужкове
В 1998 году мастерская № 14 архитектурного бюро «Моспроекта-2» разработала план реконструкции Манежа. Здание должно было получить новые инфраструктуру и технику, увеличенные площади экспозиции. Отдельно обсуждалась возможность реконструкции ферм кровли и подземное пространство здания: проект предусматривал строительство дополнительных этажей. На первом подземном этаже архитекторы планировали устроить технические помещения, гардероб и часть экспозиционных площадей, а на втором должна была размещаться автостоянка. Критики проекта утверждали, что подземные этажи исказят исторический облик здания и негативно скажутся на его устойчивости. В это время проект реконструкции не был реализован, а его обсуждение растянулось на несколько лет.
В октябре 2003 года московская мэрия провела инвестиционный конкурс на реконструкцию Центрального выставочного здания в рамках уже разработанного плана. Условия контракта предполагали оплату выставочным временем: в течение 20 лет после восстановления площадей 70 % выставок проводила компания-инвестор и только оставшиеся 30 % — столица. Победившая австрийская фирма «M.S.I Vertriebs» получила право вложить в реконструкцию здания 30 миллионов долларов. Однако при заключении контракта возникла проблема: Манеж имеет статус памятника архитектуры федерального значения, поэтому у мэрии не было полномочий распоряжаться выставочными пространствами.

### Пожар 2004 года

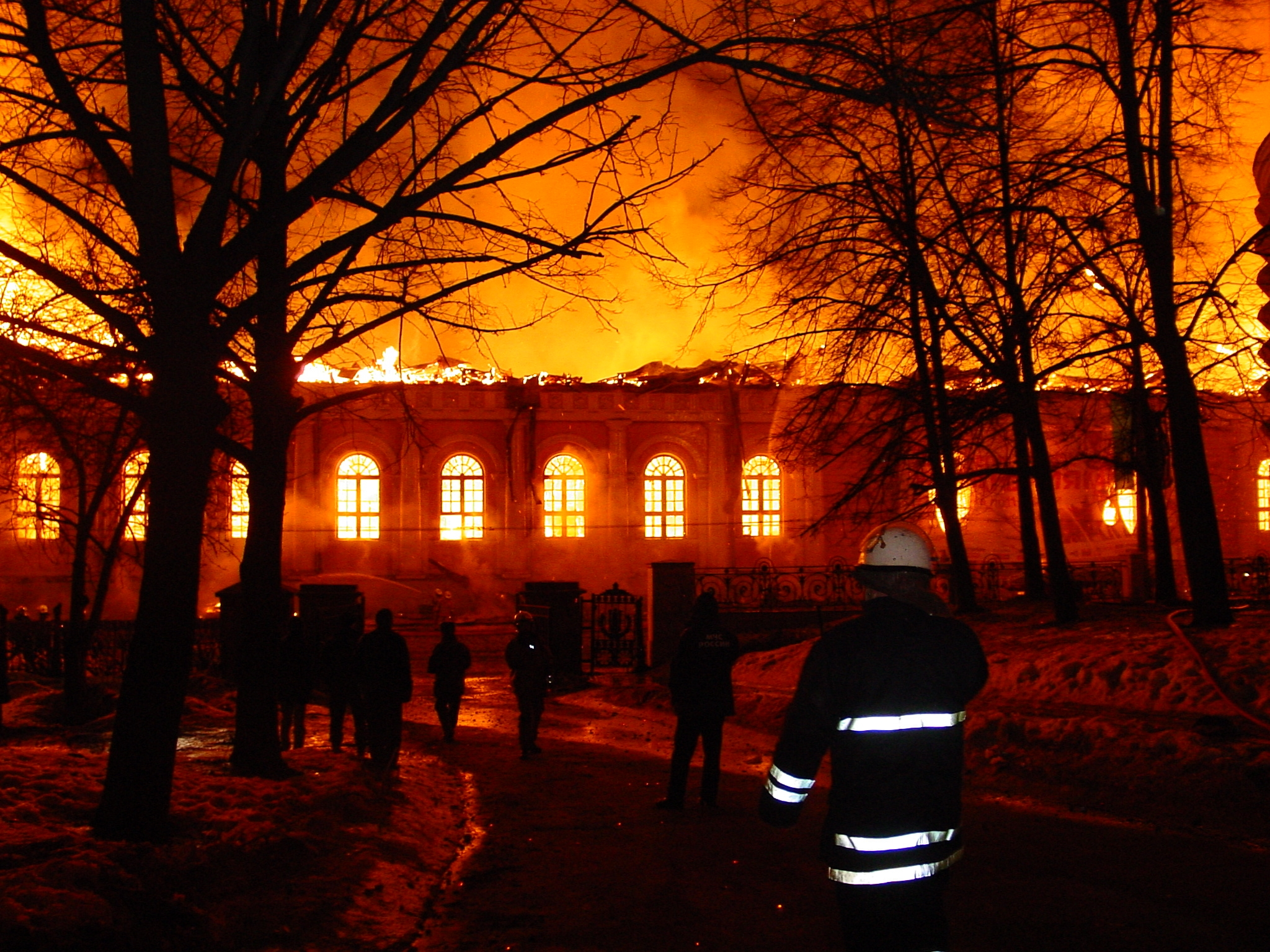
Пожар Манежа, 2004 год

14 марта 2004 года, в день президентских выборов, в здании Манежа произошло серьёзное возгорание. Пожару присвоили высшую категорию сложности. В ходе его тушения погибли двое пожарных — Геннадий Золотков и Эдуард Фомин. Пламя уничтожило большую часть произведений 92 российских театральных художников, собранных в Манеже в рамках выставки «Итоги сезона», и коллекцию произведений современных художников галереи «Манеж», размещённую на первом этаже. В результате полностью сгорела кровля, неповрежденными остались только массивные наружные стены.
Во время тушения пожара, до проведения каких-либо следственных мероприятий, мэр Москвы Юрий Лужков заявил журналистам, что версия поджога исключается. Лужков отменил результаты инвестиционного конкурса по реставрации, новый проект восстановления объекта должен был финансироваться из московского бюджета. По словам заместителя мэра Москвы Иосифа Орджоникидзе, после пожара здание требовалось не реставрировать, а воссоздавать заново. Решение мэрии о реставрации вызвало оживлённые общественные дискуссии. Архитектурный критик Григорий Ревзин высказал даже мнение о поджоге здания, в котором могла быть заинтересована действующая московская власть: «Тогда я был уверен, что Манеж подожгли, и даже что Лужков и поджег (таково было моё личное оценочное суждение). Там был инвестиционный тупик <…> После пожара стоимость реконструкции упала чуть не вчетверо, контракт с австрийцами разорвали и вместо него всё реконструировали за московские деньги».

### Реконструкция 2004—2005 годов

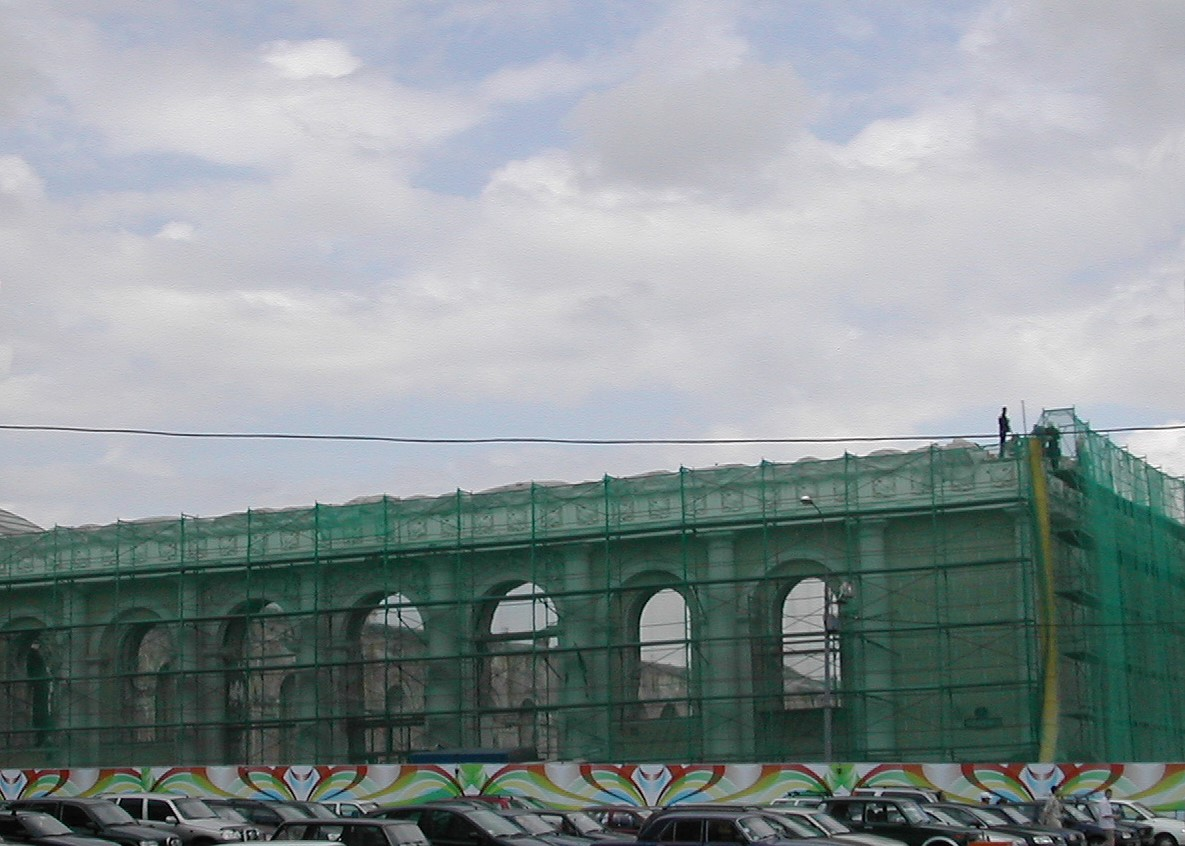
Ремонт после пожара, июль 2004

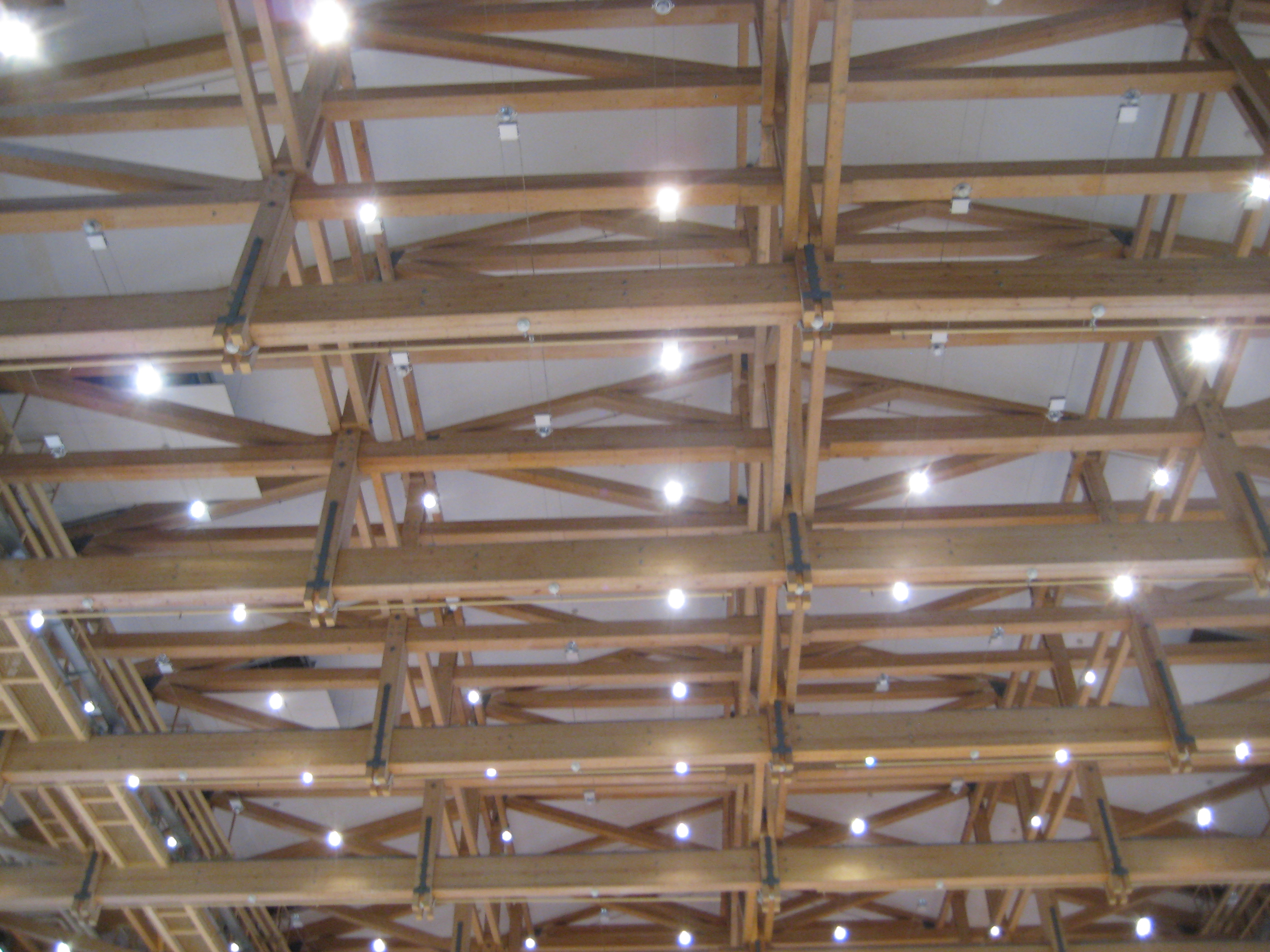
Новый потолок Манежа, 2010-е

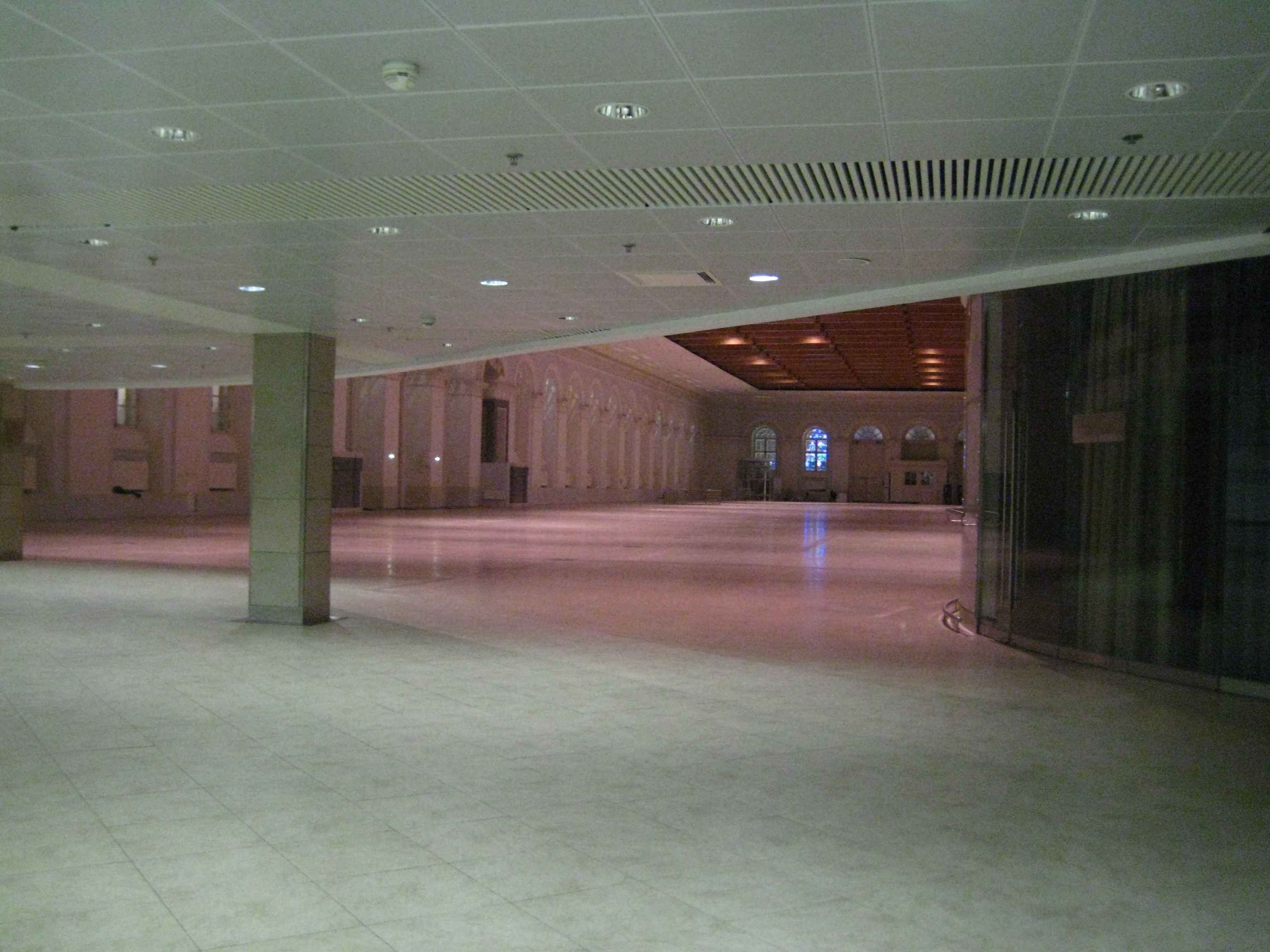
Основной этаж, выставочный зал после реконструкции, 2010-е

На следующий день после пожара Комитет по архитектуре и градостроительству сообщил, что приступил к разработке проекта восстановления Манежа, который включает два подземных уровня с автостоянкой. Ещё до начала работ Лужков подал в суд на искусствоведа Алексея Комеча и телеканал «Россия» за критику проекта. Суд удовлетворил второй иск, однако дело в отношении Комеча было проиграно. Реставрация объекта была поручена мастерской архитектора Павла Андреева из бюро «Моспроект-2», как и планировалось до пожара.
Открытие Центрального выставочного зала состоялось 18 апреля 2005 года. После реконструкции в здании были также установлены эскалаторы, лифты, стеклянные ограждения, а слуховые окна на кровле стали более акцентированными (по легенде, термин «слуховые окна» появился в 1817 году при строительстве московского Манежа: на лесах здания работала артель строителей крепостного Слухова, который и назвал так техническое новшество). Архитекторы полностью воссоздали внешний декор здания по чертежам и рисункам Осипа Бове. Одним из условий реконструкции было восстановление ферм Бетанкура, которые оставили открытыми. Они были изготовлены не из цельных брусьев, а из клееных, скреплённых металлическими болтами и пропитанных огнестойким составом. В здании установили стеклопакетные окна и новейшие системы пожарной охраны и кондиционирования. Благодаря общественному мнению проект был изменён: вырыли только один этаж, из-за чего полезная площадь выставочного пространства увеличилась почти вдвое, а от идеи подземной автостоянки отказались. В Манеже появились кафе, ресторан и конференц-зал.
По мнению ряда архитекторов и искусствоведов, эти изменения исказили первоначальный замысел Бетанкура и привели к возведению в центре столицы «новодела». С 12 по 16 мая 2004 года в Доме художников в рамках международной выставки «Арх Москва» была представлена экспозиция Музея архитектуры имени Щусева «Утраты», представляющая собой символические могилы Манежа, Военторга и гостиницы «Москва».

## Структура Манежа

### Руководство
С 2005 по 2011 года площадями Манежа управлял «Торговый дом Шатер» — уполномоченная компания Правительства Москвы по строительству столичных гостиниц. В 2010 году было создано Государственное бюджетное учреждение культуры города Москвы «Музейно-выставочное объединение „Столица“» (ГБУК г. Москвы «МВО „Столица“»). В 2012 году МВО «Столица» было переименовано в МВО «Манеж». Генеральным директором объединения является Иван Иванович Демидов, который сменил Ирину Александровну Толпину, возглавлявшую «Манеж» с 2012 года. Для искусствоведа и куратора Марины Лошак, пришедшей в Манеж вместе с Толпиной в 2012 году, была специально создана должность арт-директора. Лошак занимала эту должность c июля 2012 по август 2014 года. После чего в 2013—2014 годах на контрактной основе арт-директором работал Андрей Александрович Воробьев. Должность арт-директора в ГБУК «МВО „Манеж“» отсутствует с 2014 года.

### Подразделения
Музейно-выставочное объединение «Манеж» состоит в ведении Департамента культуры Москвы. На 2018 год в состав ГБУК «МВО „Манеж“» входят три музейно-выставочных пространства: Центральный выставочный зал «Манеж», Московский государственный выставочный зал «Новый Манеж» и комплекс «Гостиный двор».